# Bawachi
Bawachi (auch: Garin Baouchi) ist ein Dorf in der Landgemeinde Wacha in Niger.

## Geographie
Das Dorf liegt rund 14 Kilometer nördlich des Hauptorts Wacha der gleichnamigen Landgemeinde, die zum Departement Magaria in der Region Zinder gehört. Zu den Siedlungen in der näheren Umgebung von Bawachi zählen Bakafa im Osten und Karayé Haoussa im Westen.
Westlich des Dorfs erhebt sich eine langgestreckte Quarzit-Hügelkette. Es herrscht das Klima der Sahelzone vor, mit einer durchschnittlichen jährlichen Niederschlagsmenge zwischen 300 und 400 mm.

## Bevölkerung
Bei der Volkszählung 2012 hatte Bawachi 845 Einwohner, die in 147 Haushalten lebten. Bei der Volkszählung 2001 betrug die Einwohnerzahl 571 in 109 Haushalten und bei der Volkszählung 1988 belief sich die Einwohnerzahl auf 803 in 146 Haushalten.

## Wirtschaft und Infrastruktur
Die 73,4 Kilometer lange Landstraße RR7-002 zwischen der Nationalstraße 1 und Dungass führt durch Bawachi. Es handelt sich um eine einfache Erdstraße. Im Ort zweigt die 13,88 Kilometer lange Route 756 nach Karida ab, eine wenig ausgebaute Landstraße.